# Damblain
Damblain és un municipi francès, situat al departament dels Vosges i a la regió del Gran Est. L'any 2007 tenia 300 habitants.

## Demografia

### Població
El 2007 la població de fet de Damblain era de 300 persones. Hi havia 127 famílies, de les quals 36 eren unipersonals (12 homes vivint sols i 24 dones vivint soles), 47 parelles sense fills, 32 parelles amb fills i 12 famílies monoparentals amb fills.
La població ha evolucionat segons el següent gràfic:
Habitants censats

### Habitatges
El 2007 hi havia 178 habitatges, 133 eren l'habitatge principal de la família, 23 eren segones residències i 22 estaven desocupats. 171 eren cases i 7 eren apartaments. Dels 133 habitatges principals, 113 estaven ocupats pels seus propietaris, 18 estaven llogats i ocupats pels llogaters i 3 estaven cedits a títol gratuït; 1 tenia una cambra, 2 en tenien dues, 25 en tenien tres, 38 en tenien quatre i 67 en tenien cinc o més. 108 habitatges disposaven pel capbaix d'una plaça de pàrquing. A 69 habitatges hi havia un automòbil i a 40 n'hi havia dos o més.

### Piràmide de població
La piràmide de població per edats i sexe el 2009 era:
| Homes | Edats   | Dones |
| ----- | ------- | ----- |
| 0     | 95 o +  | 0     |
| 4     | 90 a 94 | 0     |
| 0     | 85 a 89 | 12    |
| 0     | 80 a 84 | 4     |
| 4     | 75 a 79 | 12    |
| 8     | 70 a 74 | 12    |
| 16    | 65 a 69 | 16    |
| 8     | 60 a 64 | 8     |
| 8     | 55 a 59 | 0     |
| 16    | 50 a 54 | 4     |
| 16    | 45 a 49 | 20    |
| 8     | 40 a 44 | 8     |
| 16    | 35 a 39 | 24    |
| 4     | 30 a 34 | 4     |
| 0     | 25 a 29 | 4     |
| 8     | 20 a 24 | 4     |
| 8     | 15 a 19 | 4     |
| 20    | 10 a 14 | 8     |
| 8     | 5 a 9   | 8     |
| 4     | 0 a 4   | 8     |

## Economia
El 2007 la població en edat de treballar era de 187 persones, 134 eren actives i 53 eren inactives. De les 134 persones actives 113 estaven ocupades (71 homes i 42 dones) i 21 estaven aturades (8 homes i 13 dones). De les 53 persones inactives 20 estaven jubilades, 9 estaven estudiant i 24 estaven classificades com a «altres inactius».

### Ingressos
El 2009 a Damblain hi havia 134 unitats fiscals que integraven 286 persones, la mediana anual d'ingressos fiscals per persona era de 15.523 €.

### Activitats econòmiques
Dels 13 establiments que hi havia el 2007, 1 era d'una empresa extractiva, 2 d'empreses alimentàries, 1 d'una empresa de fabricació d'altres productes industrials, 1 d'una empresa de construcció, 1 d'una empresa de comerç i reparació d'automòbils, 1 d'una empresa de transport, 1 d'una empresa d'informació i comunicació, 1 d'una empresa financera, 1 d'una empresa immobiliària, 2 d'empreses de serveis i 1 d'una empresa classificada com a «altres activitats de serveis».
Dels 2 establiments de servei als particulars que hi havia el 2009, 1 era una oficina de correu i 1 lampisteria.
Dels 2 establiments comercials que hi havia el 2009, 1 era una botiga de més de 120 m² i 1 una botiga de menys de 120 m².
L'any 2000 a Damblain hi havia 7 explotacions agrícoles.

## Equipaments sanitaris i escolars
El 2009 hi havia una escola elemental integrada dins d'un grup escolar amb les comunes properes formant una escola dispersa.

## Poblacions més properes
El següent diagrama mostra les poblacions més properes.